# Šenjang J-XX
Šenjang J-XX ali J-X (pinjin: Shenyang J-XX) je kitajski projekt lovca pete generacije ali četrte generacije s tehnologijo stealth. He Veirong (何为荣) je izjavil, da Kitajska razvija več novih letal in da bosta nov lovec razvila skupaj Čengdu in Šenjang. V uporabo naj bi vstopil okrog 2017-2019.  
Novo letalo bo imelo motorje z usmerjevalniki potiska, dva vertikalna stabilizatorja in bo imelo orožje v trupu, podobno kot F-22. 
Obstaja več različnih oznak: J-14 in J-12 naj bi bila Šenjangova, J-13 pa Čengdujev. Možno je tudi skupno sodelovanje v J-14.
Nekateri zahodni analitiki menijo, da ima Kitajska tehnologijo za razvoj lovca 5. generacije, vendar naj bi bila Čengdu J-20 in Šenjang J-31 slabša kot Lockheed Martin F-35 Lightning II